# شرق (شهرستان قره‌سو)
شرق (به لاتین: Shark) یک روستا در قرقیزستان است که در شهرستان قره‌سو (قرقیزستان) واقع شده‌است. شرق ۲۱٬۱۲۰ نفر جمعیت دارد.